# Križanka
Križanka je besedna uganka, ki je običajno postavljena kot mreža črnih in belih polj, na bela polja je treba postaviti besede tako, da se črke vodoravnih in navpičnih besed ujemajo. Besede, ki jih je treba vpisati, so podane z opisom ali z namigom. 
Poznamo različne vrste križank, razlikujejo se po obliki in po načinu vpisovanja besed. Pri skandinavski križanki so črna polja že podana, pri italijanski in skriti križanki pa jih mora reševalec poiskati sam.
Križanke se razlikujejo tudi po jeziku, v katerem so narejene. Japonske križanke se rešuje z vpisovanjem katakane, kjer en znak predstavlja en zlog. 